# Рамболово
Ра́мболово (фин. Rampala) — деревня в Форносовском городском поселении Тосненского района Ленинградской области.

## История
На шведской «Генеральной карте провинции Ингерманландии» 1704 года, составленной по материалам 1678 года, обозначена деревня Vainhala.
Деревня Ваинала нанесена на «Географическом чертеже Ижорской земли» Адриана Шонбека 1705 года.
Как деревня Римбалово она упомянута на карте Ингерманландии А. Ростовцева 1727 года.
На карте Санкт-Петербургской губернии Я. Ф. Шмидта 1770 года обозначена деревня Рамбулово.
На карте Санкт-Петербургской губернии Ф. Ф. Шуберта 1834 года она обозначена как деревня Рамболово.

РАМБОЛОВО — деревня принадлежит Родофиникину, действительному статскому советнику, число жителей по ревизии: 36 м. п., 27 ж. п. (1838 год)

В пояснительном тексте к этнографической карте Санкт-Петербургской губернии П. И. Кёппена 1849 года она записана как деревня Rambala (Рамболово) и указано количество её жителей на 1848 год: эвремейсов — 42 м. п., 47 ж. п., всего 89 человек. Деревня входила в лютеранский приход Лииссиля.

РАМБОЛОВО — деревня госпожи Родофинниковой, по просёлочной дороге, число дворов — 13, число душ — 41 м. п. (1856 год)

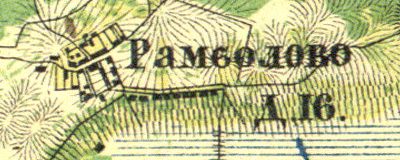
План деревни Рамболово. 1860 год

Согласно «Топографической карте частей Санкт-Петербургской и Выборгской губерний» 1860 года деревня Рамболово насчитывала 16 дворов. Деревня стояла на краю болота называемом Валасу или Вотчинское.

РАМБОЛОВО — деревня владельческая при колодцах, число дворов — 16, число жителей: 43 м. п., 47 ж. п. (1862 год)

В конце XIX века деревня административно относилась к Лисинской волости 1-го стана Царскосельского уезда Санкт-Петербургской губернии, в начале XX века — 4-го стана. По приходским данным население деревни было исключительно финским.
В 1913 году количество дворов в деревне Рамболово увеличилось до 29. Болото на краю которого располагалась деревня называлось Вотчинское.
С 1917 по 1922 год деревня Рамболово входила в состав Рамболовского сельсовета Лисинской волости Детскосельского уезда.
С 1922 года в составе Кайболовского сельсовета.
С 1923 года в составе Троцкого уезда.
С 1924 года в составе Погинского сельсовета.
Согласно данным переписи населения СССР 1926 года в деревне Ромболово проживал 201 человек — все финны.
С 1927 года в составе Детскосельского района.
С 1930 года в составе Тосненского района.
По данным 1933 года деревня Рамболово входила в состав Погинского финского национального сельсовета Тосненского района.

План деревни Рамболово. 1939 год

Согласно топографической карте 1939 года деревня насчитывала 40 крестьянских дворов.
В 1940 году население деревни составляло 201 человек.
Деревня была освобождена от немецко-фашистских оккупантов 28 января 1944 года.
С 1965 года в составе Фёдоровского сельсовета. В 1965 году население деревни Рамболово составляло 53 человека.
По данным 1966, 1973 и 1990 годов деревня Рамболово также находились в составе Фёдоровского сельсовета.
В 1997 году в деревне Рамболово Фёдоровской волости проживали 4 человека, в 2002 году — 10 человек (русские — 70 %, финны — 30 %).
В 2007 году в деревне Рамболово Форносовского ГП — 7 человек.

## География
Деревня находится в северо-западной части района на автодороге 41К-861 (Новая — Рамболово), к югу от административного центра поселения — посёлка Форносово.
Расстояние до административного центра поселения — 12 км.
Деревня расположена на южной оконечности Мявринского болота.

## Демография
| 1862 | 2007 | 2010 | 2017 |
| ---- | ---- | ---- | ---- |
| 90   | ↘7   | ↗10  | →10  |

## Улицы
Лесная.